# العلاقات العراقية السيشلية
العلاقات العراقية السيشلية هي العلاقات الثنائية التي تجمع بين العراق وسيشل.

## مقارنة بين البلدين
هذه مقارنة عامة ومرجعية للدولتين:
| وجه المقارنة                                              | العراق                       | سيشل                                                |
| --------------------------------------------------------- | ---------------------------- | --------------------------------------------------- |
| المساحة (كم2)                                             | 437.07 ألف                   | 459                                                 |
| عدد السكان (نسمة)                                         | 38.27 مليون                  | 95.84 ألف                                           |
| الكثافة السكانية (ن./كم²)                                 | 87.56                        | 20.88 ألف                                           |
| العاصمة                                                   | بغداد                        | فيكتوريا                                            |
| اللغة الرسمية                                             | اللغة العربية، اللغة الكردية | لغة فرنسية، لغة إنجليزية، اللغة الكريولية السيشيلية |
| العملة                                                    | دينار عراقي                  | روبية سيشلية                                        |
| الناتج المحلي الإجمالي (بليون دولار)                      | 197.72 مليار                 | 1.49 مليار                                          |
| الناتج المحلي الإجمالي (تعادل القوة الشرائية) بليون دولار | 560.73 مليار                 | 2.54 مليار                                          |
| الناتج المحلي الإجمالي الاسمي للفرد دولار أمريكي          | 4.94 ألف                     | 15.48 ألف                                           |
| الناتج المحلي الإجمالي للفرد دولار أمريكي                 | 15.06 ألف                    | 26.42 ألف                                           |
| مؤشر التنمية البشرية                                      | 0.654                        | 0.772                                               |
| رمز المكالمات الدولي                                      | +964                         | +248                                                |
| رمز الإنترنت                                              | .iq                          | .sc                                                 |
| المنطقة الزمنية                                           | ت ع م+03:00، ت ع م+04:00     | ت ع م+04:00                                         |

## منظمات دولية مشتركة
يشترك البلدان في عضوية مجموعة من المنظمات الدولية، منها:
| علم المنظمة | اسم المنظمة                        | تاريخ انضمام العراق | تاريخ انضمام سيشل |
| ----------- | ---------------------------------- | ------------------- | ----------------- |
|             | يونسكو                             | 21 أكتوبر 1948      | 18 أكتوبر 1976    |
|             | وكالة ضمان الاستثمار متعدد الأطراف | 6 أكتوبر 2008       | 15 سبتمبر 1992    |
|             | الأمم المتحدة                      | 21 ديسمبر 1945      | 21 سبتمبر 1976    |
|             | الاتحاد البريدي العالمي            | ?                   | ?                 |
|             | البنك الدولي للإنشاء والتعمير      | 27 ديسمبر 1945      | 29 سبتمبر 1980    |
|             | الاتحاد الدولي للاتصالات           | 12 نوفمبر 1928      | 17 سبتمبر 1999    |
|             | منظمة حظر الأسلحة الكيميائية       | ?                   | 29 أبريل 1997     |
|             | مؤسسة التمويل الدولية              | 27 ديسمبر 1956      | 11 يونيو 1981     |
|             | منظمة الشرطة الجنائية الدولية      | ?                   | 1 سبتمبر 1977     |

## وصلات خارجية
- موقع وزارة الخارجية العراقية
- موقع وزارة الخارجية السيشلية